# Mesochorus sawoniewiczi
Mesochorus sawoniewiczi är en stekelart som beskrevs av Schwenke 1999. Mesochorus sawoniewiczi ingår i släktet Mesochorus och familjen brokparasitsteklar. Inga underarter finns listade i Catalogue of Life.